# Yaser Hamed
Yaser Hamed, né le 9 décembre 1997 à Leioa en Espagne, est un footballeur international palestinien qui joue au poste de défenseur central au Zamalek SC.

## Biographie

### En club
Le deuxième de cinq fils nés d'un père palestinien et d'une mère basque et un produit de la prestigieuse académie Athletic Club qu'il a rejoint à 10 ans. À partir de 15 ans, Hamed a joué pour diverses équipes basques de troisième et quatrième division espagnol, notamment le CD Santurtzi, le SD Leioa et le Club Portugalete. Il faisait partie de l'équipe Portugalete qui a remporté son groupe de championnat en Tercera División lors de la saison 2018-2019 mais n'a pas réussi à obtenir une promotion, échouant en barrages. La saison suivante toujours en Tercera División ils ont réussi à enchaîner un deuxième titre consécutif avec à la clé une promotion en Segunda División B (3ème division espagnol), cependant Hamed a quitté le club à la fin de cette saison pour rejoindre le Bahrein et le club de Busaiteen.
En janvier 2022, il a été transféré du côté de la Egyptian Premier League et plus précisément à Al-Masry SC pour un contrat de deux ans et demi. Il a marqué son premier but le 20 février, lors d'une victoire 2-0 contre le TP Mazembe
Il a été transféré au club qatari d'Al-Rayyan SC en août 2022, où il a rejoint des joueurs comme James Rodríguez. Hamed a cependant quitté le club en fin d'année 2022 pour rejoindre Qadsia SC au Koweït en janvier 2023. Mais seulement après 6 mois il quitte son club pour rejoindre en août 2023 le NorthEast United en Inde.
En février 2024, Hamed rejoint le club égyptien du Zamalek SC.

### En selection
Hamed a participé avec l'équipe de Palestine à la Coupe d'Asie 2019 aux Émirats arabes unis.
Le 1er janvier 2024, il a été retenu dans l'équipe palestinienne pour la Coupe d'Asie 2023 au Qatar

## Palmarès
Club Portugalete
Vainqueur de la Tercera División en 2019 et 2020